# Koe no Katachi (filme)
Koe no Katachi (聲の形, lit. "A Forma da Voz"; conhecido no Brasil como A Voz do Silêncio) é um filme japonês animado e produzido pela Kyoto Animation, sendo dirigido por Naoko Yamada e escrito por Reiko Yoshida, com design de personagens por Futoshi Nishiya e música de Kensuke Ushio. Baseado no mangá de mesmo nome escrito e ilustrado por Yoshitoki Ōima, o filme lançou no Japão em 17 de setembro de 2016.

## Enredo
Ishida Shōya é um menino ativo que é próximo de dois amigos, Shimada e Hirose. A história começa quando Nishimiya Shōko - uma garota da 6ª classe com perda auditiva congênita é transferida para a classe de Shōya. No início, todos estavam animados para iniciar uma conversa com Shōko, mas ela desapareceu à medida que eles estavam fartos de sua forma incomum de comunicação. Até mesmo Ueno - a garota que ajudou muito Shōko quando ela entrou nesta classe virou as costas. Enquanto Shōko foi condenada ao ostracismo pela classe, Sahara foi a única que queria falar com ela, mas devido à pressão de amigos, Sahara mudou de escola. Shōya estava em parte por curiosidade, em parte porque ele sentiu que Shōko mudou seu ambiente e começou a intimidá-la, embora Shōko estivesse sempre disposto a fazer amizade com ele. Em cinco meses, Shōko foi exibida por Shōya e perdeu até oito aparelhos auditivos caros. A mãe de Shōko constatou a escola com medo de sua filha ser intimidada. Shōya foi rejeitado por seus amigos e se tornou alvo de bullying em seu nome, após o que Shōko transferiu sua escola para outro lugar.
Shōya, depois de ser intimidado, entende os sentimentos de Shōko naquele momento, lamenta o que ele fez no passado e decide se encontrar com Shōko novamente para se desculpar com ela. No colégio, Shōya ainda era boicotado por seus amigos, então ele não podia fazer amizade com todos, nem mesmo ousava olhar as outras pessoas nos olhos. Mas ele se juntou ao Clube de Língua de Sinais, esperando falar com Shōko quando ele se encontrar novamente. Inesperadamente, Shōya e Shōko foram para a mesma escola sem saber. Shōya encontrou Shōko no corredor, ele gritou e pediu para ser amigo dela. A irmã de Shōko, Yuzuru, inicialmente se opôs fortemente a Shōya ir e vir com sua irmã devido a eventos passados, mas ao ver as intenções de Shōya, Yuzuru também se tornou amiga dele. Enquanto ajuda os outros, Shōya torna-se amigo de Nagatsuka. Mais tarde, Shōya e Shōko foram juntos para encontrar Sahara, e Shōya encontrou Ueno no caminho de casa. Ele também faz amizade com Kawai e um novo amigo, Mashiba.
Shōko muda o penteado, compra lembranças para Shōya e diz que gosta dele (suki), mas Shōya não entende e por engano soa "lua" (tsuki), ele sempre se pergunta se Shōko diz que "lua" é sim O que você quer dizer. Shōya convida a todos para passearem no parque, naquele momento, ele sente que tem uma amizade. Ueno convida Shōya para comprar takoyaki, intencionalmente permitindo que ele se reúna com Shimada, o melhor amigo de Shōya na escola primária na esperança de que eles sejam próximos como antes, mas faz Shōya se sentir estranho. Assumindo que todo o erro foi que Shōko causou o rompimento da amizade, Ueno finge querer ir na roda gigante e pede a Shōko para acompanhá-la. Na cabana, Ueno insultou e deu um tapa em Shōko uma vez antes de sair. Na escola, Mashiba repentinamente perguntou a Shōya sobre o passado de Shōko, e disse que se fosse ele, ele nunca iria perdoar sua intimidação. Shōya perguntou a Kawai se era porque ela falava com todos na escola primária, Kawai perdeu a paciência porque pensou que Shōya a culpava, então ela falou em voz alta para que todos na classe ouvissem tudo, incluindo Mashiba e Nagatsuka. Shōya deixou de fora. Depois da escola, todos se reuniram na ponte e continuaram culpando uns aos outros por irritar Shōya, ele se revezou culpando uns aos outros e fez todos irem embora, apenas ele, Shōko e Yuzuru. Na manhã seguinte, Shōya foi ao rio para alimentar os peixes, mas não viu Shōko lá como de costume, ao invés disso, ele encontrou Yuzuru chorando e soube que a avó de Shōko e Yuzuru tinham acabado de falecer.
As férias de verão começam, Shōya convida Shōko para ir a muitos lugares para aliviar sua tristeza, mas ele ainda vê tristeza em algum lugar dela. Um dia, Shōya foi convidada por Shōko para ir a sua casa e fez um bolo para a mãe de Shōko em seu aniversário. Graças à persuasão de Yuzuru, a mãe de Shōko ignorou o passado de Shōya e o convidou para assistir a fogos de artifício no festival de verão. Shōko saiu no meio do caminho enquanto os fogos de artifício não terminaram, Shōya também voltou para a casa de Shōko depois porque Yuzuru pediu a ele para pegar a câmera, e ele viu Shōko escalando a grade da varanda, com a intenção de pular para se matar.Shōya conseguiu impedi- la mas depois de ter salvado Shōko, Shōya caiu e entrou em coma. Durante o coma de Shōya, Ueno estava de plantão no hospital para cuidar dele. Os amigos que aprenderam que Shōko estava bem ficaram muito felizes e fizeram as pazes novamente.
Enquanto dormiam, Shōko e Shōya tiveram uma premonição ruim, então correram para a ponte perto do rio e se encontraram lá, eles se desculparam, Shōya prometeu se desculpar com seus amigos também, então expressou seus sentimentos um ao outro. Shōko. . . Shōya teve alta do hospital, ele encontrou Ueno para agradecê-lo por cuidar dele no hospital, Ueno disse a Shōya que quando ele caiu, foram Shimada e Hirose - dois amigos de infância que o trouxeram para o hospital. Quando ela chegou em casa, Shōya encontrou sua mãe fazendo o cabelo para a mãe de Shōko, e Yuzuru pediu a ele para ajudar com seu dever de casa porque ela não queria ajudar sua irmã.
No final do filme, Shōya participou de um festival cultural realizado pela escola. Shōya ainda não se atreveu a levantar a cabeça para olhar todos nos olhos, mas graças ao incentivo de seus amigos, ele levantou a cabeça pela primeira vez, ouviu a voz de todos e sentiu alegria na escola.

## Personagens
Shōya Ishida (石田将也, Ishida Shōya)
Dublado por: Miyu Irino, Mayu Matsuoka (criança)
Protagonista do filme. Ishida foi a principal pessoa que praticou bullying com Shouko, tendo levado a culpa sozinho pela ação de todos os seus amigos. Odiava a garota por vários fatores, sendo um deles: porque ela fez a sala não vencer no concurso de coral, já que não sabia falar direito. Depois da transferência de Nishimiya, começou a sofrer bullying pelos seus colegas, tendo sido obrigado a passar o mesmo tratamento que dava à garota, Ishida se tornou isolado por todos, mas ele também queria isso, já que odiava a todos, pois não queria conversar com pessoas hipócritas como eles, além disso, esse pensamento incluía a sí mesmo. Shouya agora é uma pessoa gentil, pelo menos com Shouko, já que não quer fazê-la mais chorar por culpa dele. Porém, com os outros, não deixa de ter aquele sentimento de ódio que possui, mas tenta ao máximo se conter para não entrar fora do controle e começar a dizer os "podres" de cada um que conhece. Tem cabelo preto bagunçado para trás, olhos estilo "sanpaku gan" e costuma vestir sempre o uniforme da escola, que se resume em uma camiseta social branca, blazer, calça da cor marrom e uma gravata preta.
Shōko Nishimiya (西宮硝子, Nishimiya Shōko)
Dublado por: Saori Hayami
Protagonista feminina do filme. Shouko é uma garota que teve um passado sofrido, por mais de 6 meses, sofreu bullying extremo pelos seus colegas de classe, em especial, Ishida. Retiravam seus aparelhos auditivos a força, ridicularizavam com mensagens escritas em sua carteira, roubavam os seus sapatos e entre outros tipos de ações. O resultado disso foi mais de 8 pares de aparelhos auditivos quebrados e o pior é que eles custam muito caro, por isso sua mãe resolveu transferir Shouko novamente para outro colégio, pois não queria que sofresse mais nas mãos de seus colegas, porém, ela diz que não odeia nenhum deles, que a culpa simplesmente é de si mesma por ter nascido assim, surda. Dando trabalho demais para sua mãe e irmã para poderem ajudá-la, já que seus pais são divorciados. Shouko é gentil, alegre e esforçada com qualquer pessoa, não hesita em ajudar qualquer um, chegando até dar pão para as carpas do rio que fica perto da escola, mas quando coisas terríveis acontecem com as pessoas ao seu redor, fica se culpando. Um desses exemplos é quando tentou se suicidar saltando de um prédio. Entretanto, Ishida a salva e ele acaba caindo, entrando em coma e causando uma dor de remorso horrível nela. Costuma usar sempre o uniforme da escola, que se resume em uma saia listrada com branco, casaco azul escuro, assim como o laço que usa no seu pescoço.
Yuzuru Nishimiya (西宮結絃, Nishimiya Yuzuru)
Dublado por: Aoi Yūki
Yuzuru é a irmã mais nova de Shouko, como ela sofria muito devido a sua deficiência, começou a ter uma postura masculina na frente das pessoas, para poder protegê-la. É vista como uma ótima pessoa ao ver de sua irmã, já que não liga para a opinião dos outros e, inclusive faz aulas de libras com ela, para poder entender e conversar de uma forma melhor. Desde o começo, não apoiou a reaproximação inusitada de Shouko com Ishida, achava que ele só iria machucá-la e fazê-la sofrer ainda mais do que no passado, por isso tentava afastá-lo de todas as formas. Porém, com a morte de sua avó, mesmo Ishida sendo considerado um tabu para a mãe dela, foi ao enterro da senhora para dar apoio para todos, mas principalmente para Yuzuru, depois disso, acabou mudando a sua opinião sobre ele. É uma pessoa protetora, engraçada e sarcástica, sendo na maioria das vezes o alívio cômico da obra, junto de Ishida. Adora fotografar qualquer tipo de coisa, mas principalmente animais mortos, sendo sua última fotografia o próprio corpo de sua avó. Mesmo sendo uma garota, possui a aparência de um garoto; usa uma jaqueta e bermuda com a total presença da cor vermelha. Seu cabelo é castanho escuro curto, usando um tênis sempre, não gosta de estar vestindo o uniforme do seu colégio.
Tomohiro Nagatsuka (永束友宏, Nagatsuka Tomohiro)
Dublado por: Kenshō Ono
Nagatsuka foi o primeiro amigo que Ishida fez no novo colégio, pois conseguiu salvá-lo de um valentão que ameaçava roubar sua bicicleta, porém, o protagonista resolveu oferecer a sua própria, tendo o cara levado junto com ele. O que não esperava era que Tomohiro iria aparecer no dia seguinte com sua bicicleta, tendo perdido o "x" que Ishiva enxergava sobre ele. É uma pessoa bem engraçada, tentando ser sempre alguém de ajuda a seu novo amigo, que ao seu ver, é apaixonado por Nishimiya.  Antigamente era medroso, porém, é alguém bastante ousado e amigável, agora com a companhia de novas pessoas. É relativamente baixo em relação a Ishida e gordinho também, além de ter um cabelo estilo afro da cor verde. Costuma usar uma camiseta social branca e acima, um suéter que se assemelha a uma regata da cor amarela.
Naoka Ueno (植野直花, Ueno Naoka)
Dublado por: Yūki Kaneko
Miyoko Sahara (佐原みよこ, Sahara Miyoko)
Dublado por: Yui Ishikawa
Miki Kawai (川井みき, Kawai Miki)
Dublado por: Megumi Han
Satoshi Mashiba (真柴智, Mashiba Satoshi)
Dublado por: Toshiyuki Toyonaga
Kazuki Shimada (島田 一旗, Shimada Kazuki)
Voz de: Ryo Nishitani, Sachiko Kojima (criança)
Amigo do ensino fundamental de Shoya e cúmplice em intimidar Shoko. Quando o diretor descobre, ele começa a intimidar Shoya.
Keisuke Hirose (広瀬 啓祐, Hirose Keisuke)
Voz de: Takuya Masumoto, Hana Takeda (criança)
Um dos amigos de Shoya na escola primária que mais tarde começa a intimidá-lo ao lado de Kazuki.
Takeuchi (竹内, Takeuchi)
Voz de: Fuminori Komatsu
Professora de Shoya na escola primária.
Miyako Ishida (石田 美也子, Ishida Miyako)
Voz de: Satsuki Yukino
A mãe de Shoya.
Yaeko Nishimiya (西宮 八重子, Nishimiya Yaeko)
Voz de: Akiko Hiramatsu
Mãe de Shoko e Yuzuru que desaprova que suas filhas estejam perto de Shoya.
Shoya's Older Sister (将也の姉, Shōya no Ane)
Voz de: Ayano Hamaguchi
Mãe de Maria e esposa de Pedro.
Maria (マリア, Maria)
Voz de: Erena Kamata
Sobrinha de Shoya e filha de sua irmã mais velha e de Pedro.
Ito Nishimiya (西宮 いと, Nishimiya Ito)
Voz de: Ikuko Tani
Avó de Shoko e Yuzuru.
Pedro (ペドロ, Pedoro)
Voz de: Ryunosuke Watanuki
Pai de Maria, marido da irmã mais velha de Shoya e cunhado de Shoya.

## Produção

### Fundo cultural
Os alunos japoneses muitas vezes são forçados a usar estruturas em vez de expressar livremente sua individualidade; crianças que têm algo diferente da multidão ficarão isoladas, até mesmo intimidadas e farão parte de todos os tipos de pegadinhas bárbaras, que escolas e professores muitas vezes ignoram, levando a Casos de tragédia, como suicídio ou depressão grave. O bullying escolar é particularmente ruim no Japão por causa de problemas sociais: enraizado em uma mentalidade coletiva inerente - onde os indivíduos são encorajados a se sacrificar pelo bem do coletivo; Os japoneses gostam da homogeneidade e não gostam da diversidade, então diferentes pessoas costumam ficar isoladas e esse comportamento vem de grupos que se opõem a um indivíduo. Alguns alunos morrem após serem assediados diretamente na escola, até mesmo por e-mail e mensagens de texto. Além disso, a causa do bullying da pressão crescente sobre os alunos a cada dia, as crianças não têm mais tempo para relaxar e brincar.
Ijime é uma palavra japonesa para bullying no Japão, é vista como algo que ajuda as crianças a "endurecerem" e as torna mais resilientes. Mas isso ignora as implicações de Ijime: onde as pessoas saem da escola e nunca voltam - elas se transformam em hikikomori ; pessoas que se isolaram da sociedade viviam sozinhas na escola, mudaram percepções negativas sobre a humilhação e o suicídio de adolescentes. Este assédio está enraizado nos valores ensinados na escola - a identidade e aqueles com uma perspectiva de grupo comunitário serão protegidos, enquanto o 'destaque' será percebido como fraqueza. fator destrutivo; e então a 'maioria' foi incentivada a tratá-los como inexistentes, criticando e punindo aqueles que se desviaram das regras estabelecidas. A atitude em relação a 'ijime' está mudando lentamente, mas como está profundamente imbuída na sociedade japonesa como Ijime é normalizado dentro do sistema escolar, alguns alunos descrevem Ijime como "necessário" para mantenha o ajuste.

### Desenvolvimento
A Weekly Shōnen Magazine No. 51 anunciou a adaptação do mangá para anime quando o capítulo final do mangá foi lançado em 19 de novembro de 2014, depois revelou que a adaptação seria um filme. imagens de anime estreou nos cinemas em 17 de dezembro de 2014. No dia 14 de outubro de 2015, a 46ª edição da Weekly Shōnen Magazine 2015 anunciou que a Kyōto Animation é o estúdio que realiza a produção e Yamada Naoko dirigirá o projeto. A Shochiku Film Distribution Company anunciou que a adaptação será lançada no quarto trimestre de 2016. Em 8 de abril de 2016, o site oficial do filme foi lançado e foi anunciado que Yoshida Reiko estaria escrevendo o roteiro, Nishiya Futoshi assumindo o design do personagem; O filme também está programado para ser lançado nos cinemas japoneses em 17 de setembro de 2016. O dublador japonês da série foi anunciado no início de 27 de maio do mesmo ano, Irino Miyu assumiu a voz do personagem Ishida Shōya enquanto Hayami Saori assumiu a voz do personagem Nishimiya Shōko. A música-título interpretada por Aiko foi anunciada no dia 27 de junho, ela também é fã do mangá original e expressou: "Realmente surpresa. Fiquei impressionado quando li, contei toda a história na minha performance ao vivo. Eu estava tão feliz, queria muito cantar uma música que pudesse ficar perto desse filme para sempre. " Em 8 de julho, os outros dubladores da versão japonesa do Ministério foram anunciados, um trailer oficial foi lançado. Uma prévia completa foi realizada no cinema Marunouchi Piccadilly em 24 de agosto com a diretora Yamada Naoko, o ator Hayami Saori dando voz ao personagem Nishimiya Shōko e o ator Matsuoka Mayu como equipe. Shōya Ishida durante o ensino médio. Em 10 de setembro, um vídeo introdutório mais longo com algumas novas filmagens adicionadas foi postado no YouTube . "Edição especial comemorando o lançamento de 'Sound Shape' ~ Até que" Sound Shape "seja feito", transmitido a partir de 15 de setembro na TV Shizuoka, Tokyo MX, Nagoya Broadcasting Network, Asahi Television Broadcasting, Television Hokkaido, Nishinippon Broadcasting, Miyagi Television Broadcasting, Hiroshima Television; edição especial também foi lançada no GYAO! em 22 de setembro O filme se passa na cidade de phốgaki, na província de Gifu, no Japão; um site incluído em uma campanha de promoção turística chamada Gifu Animation Mecca Federation. O filme é feito por quase 200 animadores . diretor Yamada Naoko compartilhou que "sob a cuidadosa orientação do supervisor de pré-produção, durante o processo de produção e pós-produção, confirmamos e demos uma direção específica em todos os aspectos da língua de sinais, incluindo significado, inferência e visão. A língua de sinais japonesa tem precisão máxima. Frequentei pessoalmente a Escola de Língua de Sinais muitas vezes e interagi com a comunidade japonesa de surdos, o que realmente ajuda a esclarecê-los ".

### Dublagem
Irino Miyu "quando não estava certo sobre a atuação de Ishida, Irio Miyu pode ter agido com um desejo mental de se conectar com as pessoas" e foi aconselhado por Yamada Naoko a agir como "um animal bastardo. sendo intimidado ". Ishida Shouya é um menino rebelde e agressivo, Nishimiya Shouko que tem perda auditiva, mas Matsuoka Mayu tem que agir como se não estivesse fazendo bullying, mas como uma pura transição emocional quando um garoto do ensino fundamental descobre. algumas coisas interessantes. Matsuoka Mayu expressou Ishida Shouya na escola primária foi a parte difícil e ela foi escolhida porque a parte de sua voz refletia com precisão a confusão do menino. Irino Miyu comentou que "Matsuoka tem dificuldade em algumas cenas, mas a vontade de conversar é um tema especial em muitas cenas. Matsuoka Mayu gritou repetidamente a frase " hambúrguer de bife " durante a gravação, seguindo o conselho do diretor, porque se ela desse uma instrução sincera, isso prejudicaria a imagem de Ishida de outras pessoas. tentando não ser franco ". A surpreendente atuação vocal da Shoya do ensino fundamental e da Shoya do ensino médio quase se tornou uma só pessoa.

### Lugares no filme
Vários locais mostrados no filme são baseados em lugares reais existentes na cidade japonesa de Ōgaki na prefeitura de Gifu, incluindo as pontes onde Shōya tenta se suicidar no início do filme e onde Shōya e Shōko alimentam as carpas juntos ( Midori-bashi). O playground mostrado no filme, a galeria comercial, o centro de língua de sinais e a universidade também estão localizados em Ōgaki e nos arredores. Naoko Yamada diz que o filme se passa em Ōgaki. Para manter a cena e o fundo o mais realistas possível, a equipe de filmagem procurou um batedor. O parque de diversões mostrado no filme é Nagashima Spa Land, em Kuwana, província de Mie .

Segundo o diretor de arte Mutsuo Shinohara, houve uma tentativa de incorporar a vastidão da cidade de Ōgaki ao filme. Eles queriam manter a atmosfera dentro do filme "o mais suave possível". De acordo com Shinohara, os dois personagens Shōya e Shōko devem se mover no clima mais estético possível. Nenhuma dureza foi usada na coloração. Shinohara nomeia a Ponte Suimon como o local-chave do filme. A principal dificuldade em desenvolvê-lo foi não derivar na direção da fantasia, que foi chamada de linha tênue.

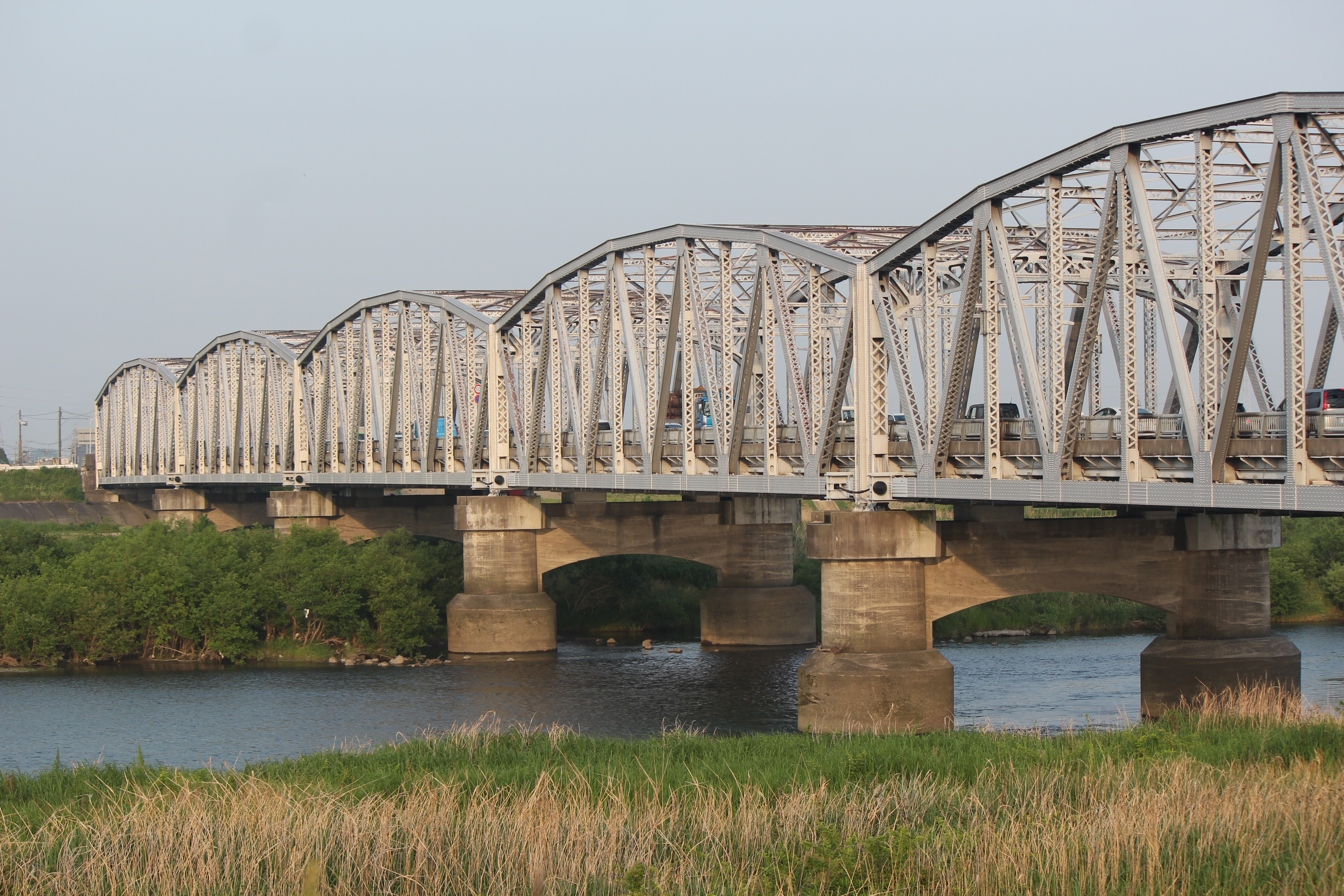
Ponte ibi
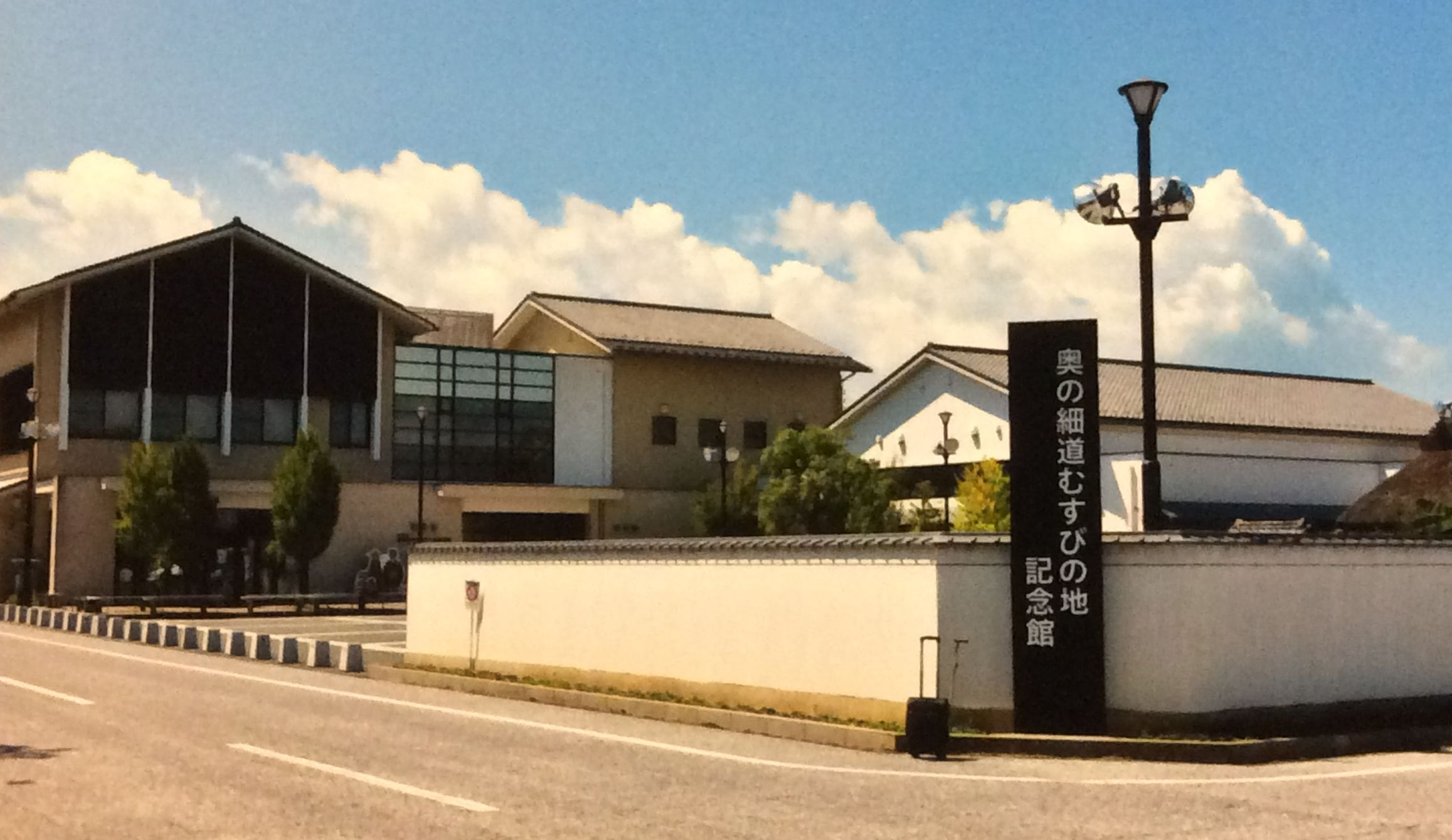
Museu " Oku no Hosomichi "
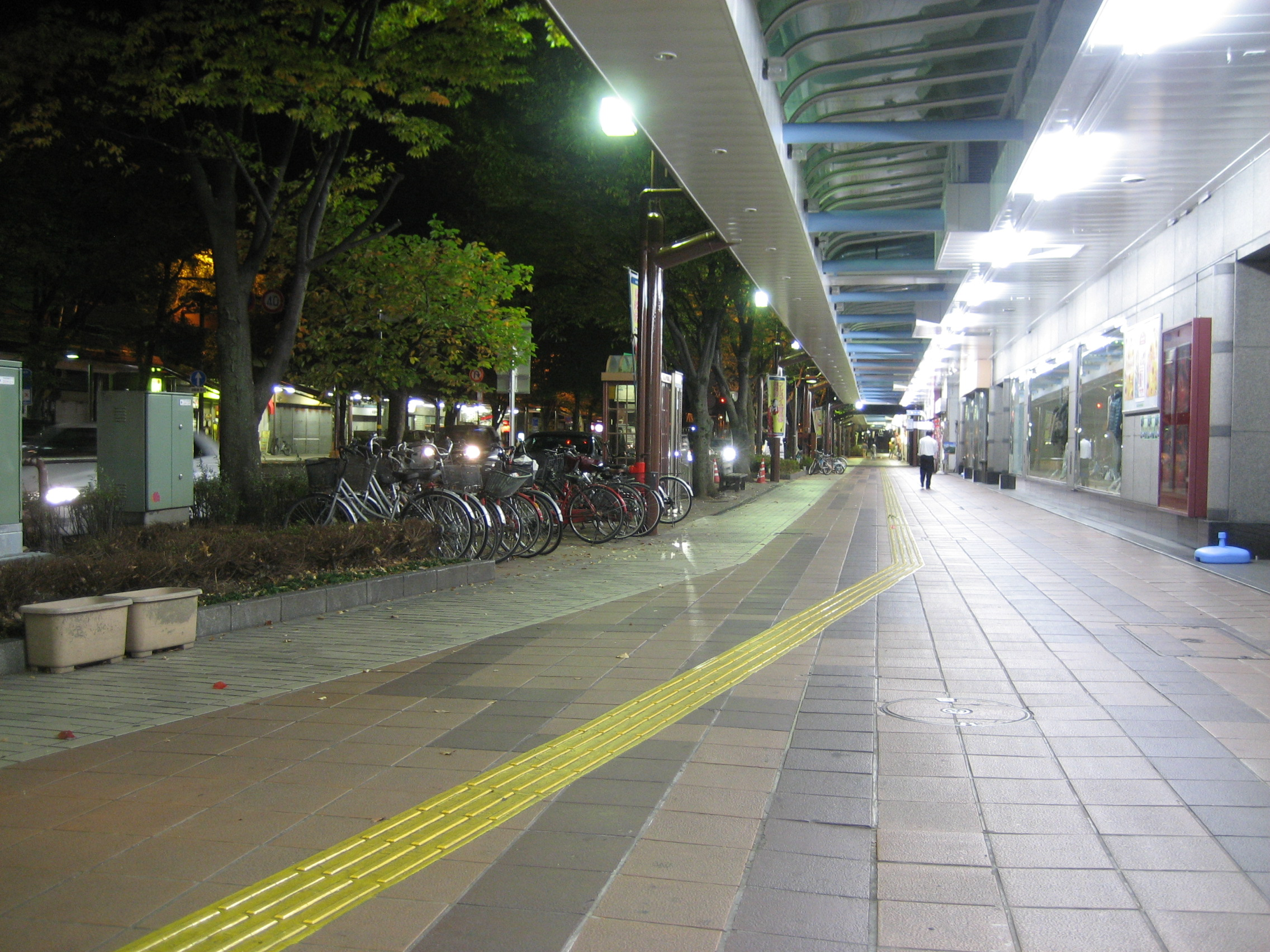
Avenida da estação Ōgaki
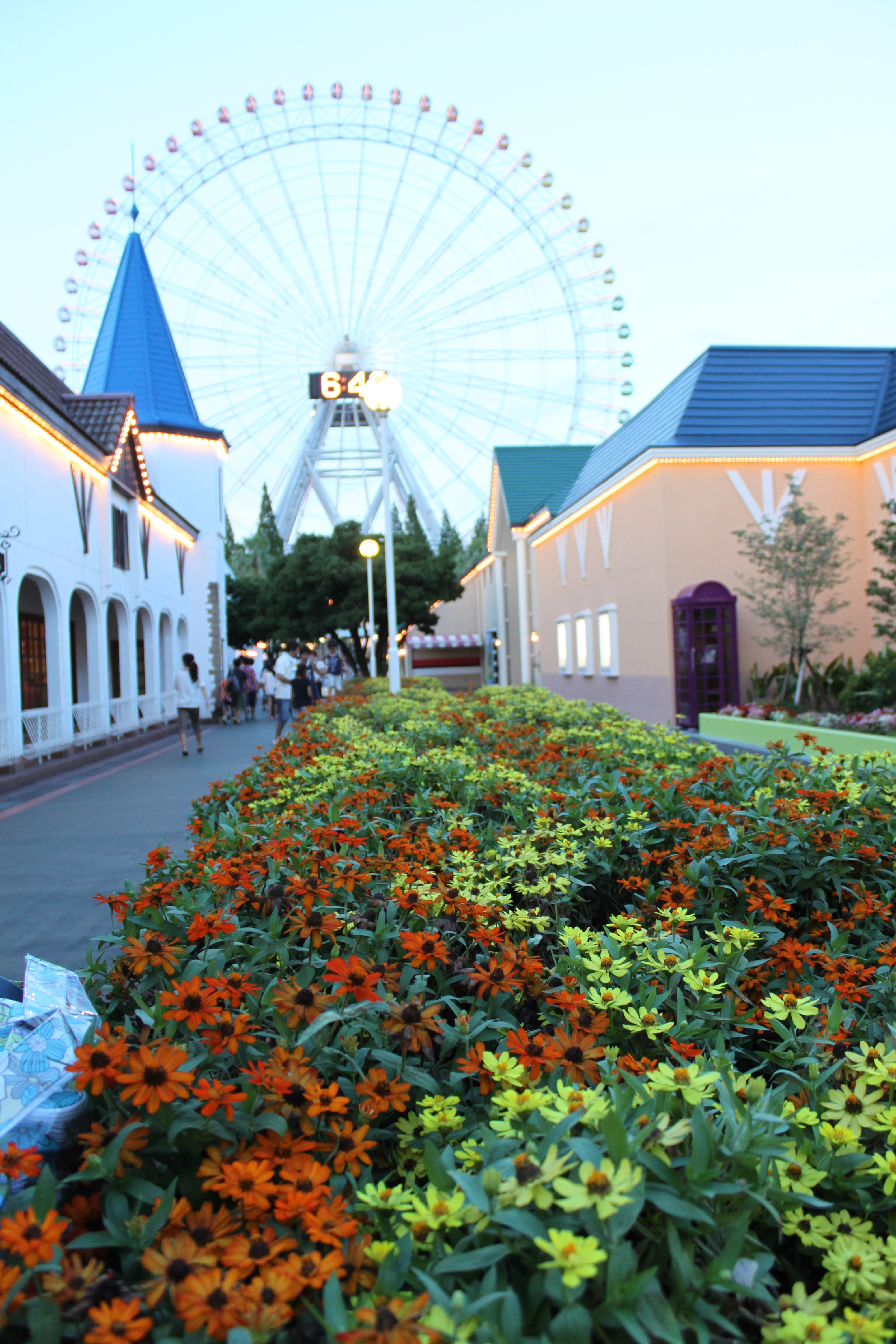
Nagashima Spa Land
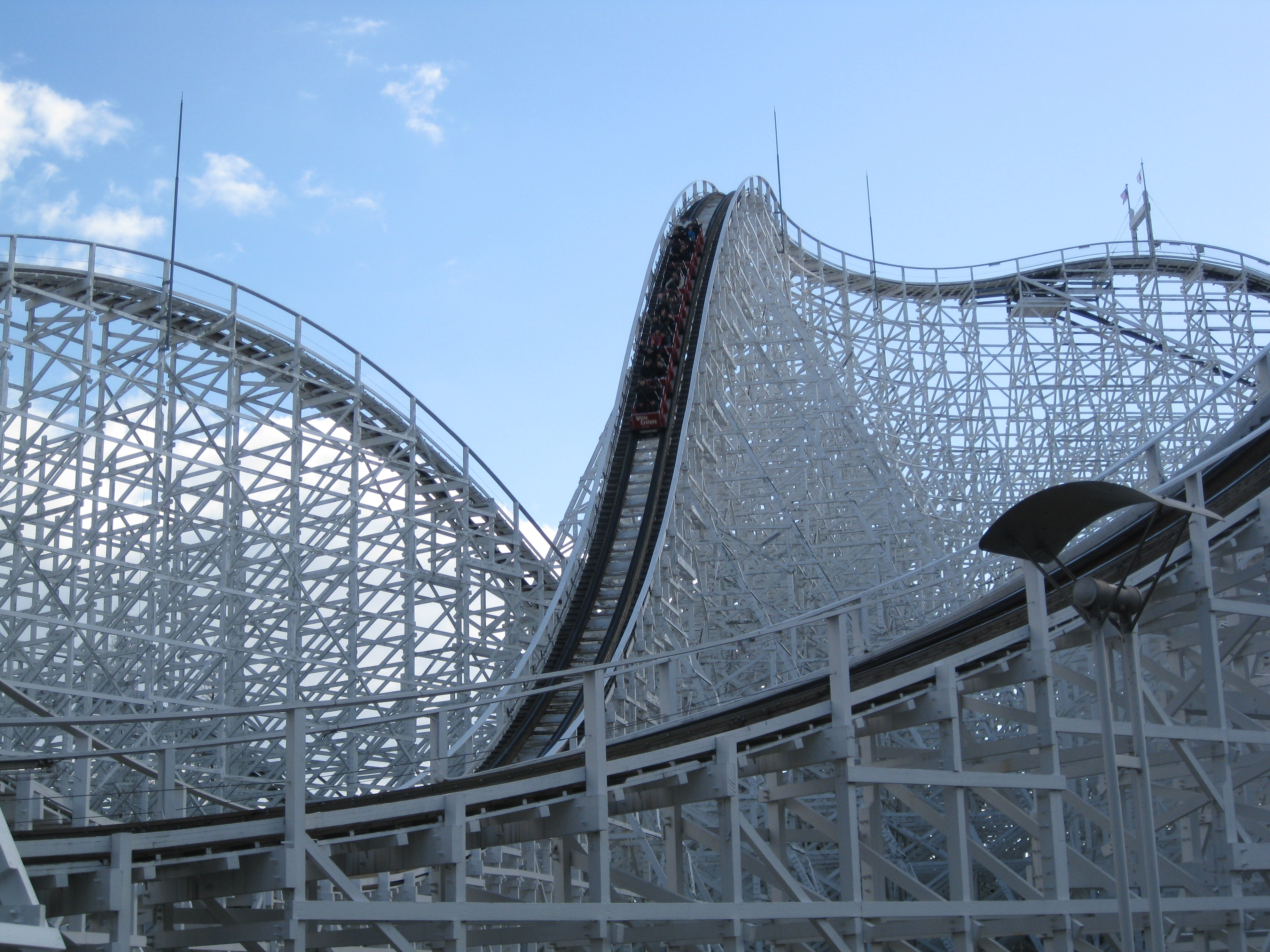
O ciclone branco (Nagashima Spa Land)
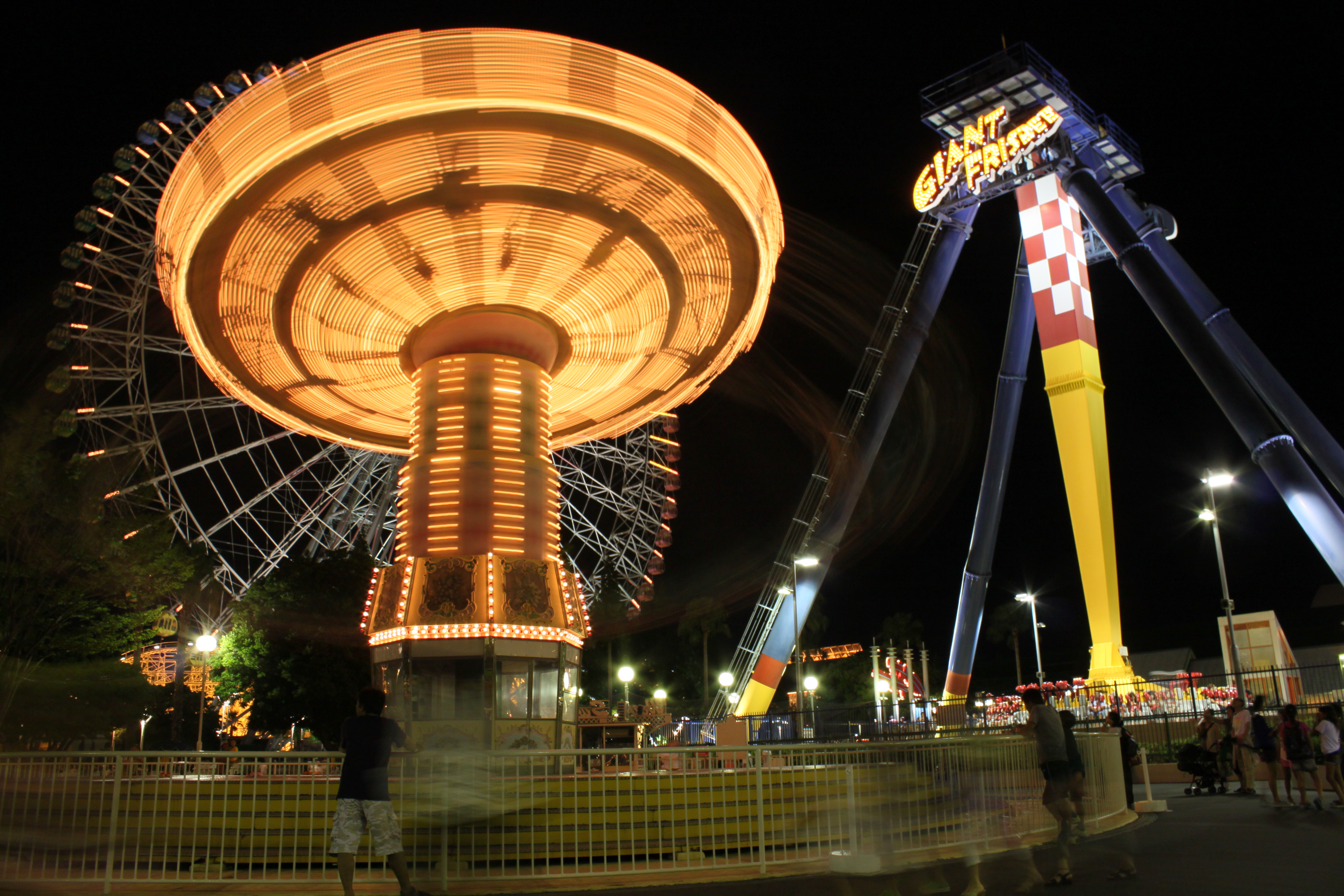
Outras atrações mostradas no filme
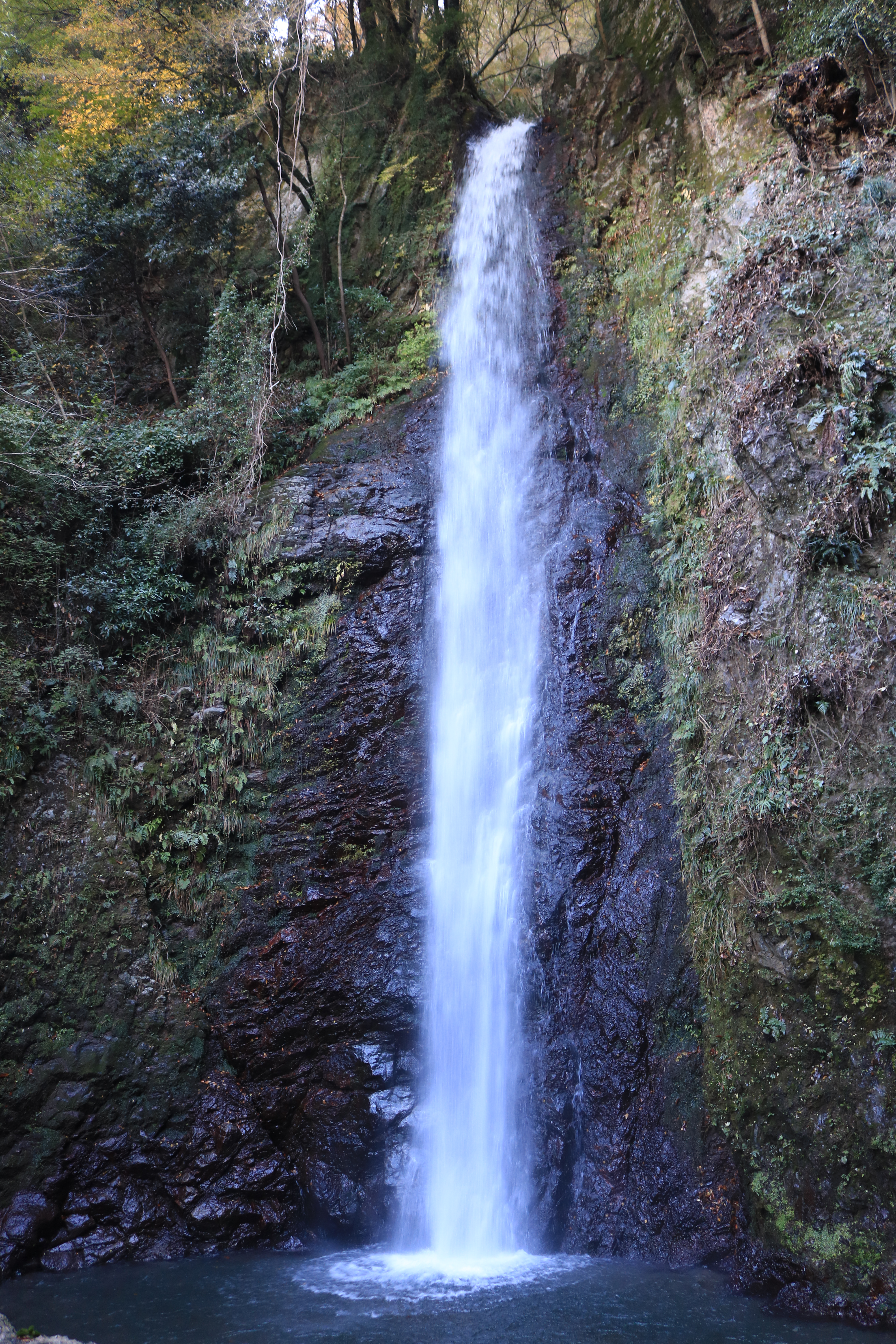
Cachoeira Yōrō

### cinema

Mapa mundial mostrando os países nos quais A Silent Voice já apareceu (verde)

O filme foi lançado em janeiro Exibido pela primeira vez em 120 cinemas no Japão em 1º de setembro de 2016. Na Escócia Loves Animation em Edimburgo no dia 22. Outubro de 2016 estreou no Reino Unido ; no dia 5 Em fevereiro de 2017, o filme foi exibido no Institute of Contemporary Arts em Londres como parte de uma turnê cinematográfica da Japan Foundation . Entre os dias 9 e 16 Em abril de 2017, o filme foi exibido em cinemas da Austrália e da Nova Zelândia .
O anime foi lançado em Singapura em setembro Março de 2017 e na Malásia em 20. Abril; nas Filipinas, quase dois meses após a estreia em Cingapura. Durante o Festival Konnichiwa em maio, junho e julho de 2017, A Silent Voice foi apresentada no México, Peru, Costa Rica, El Salvador, Guatemala, Honduras, Panamá, Chile e Colômbia; na Argentina, Paraguai, Equador e Bolívia o filme foi exibido nos cinemas no âmbito do AniFest em junho de 2017. O lançamento de um filme originalmente planejado no Brasil ainda não ocorreu, apesar do anúncio. No dia 24 O filme foi exibido no Uruguai em outubro de 2017. Nos Estados Unidos, A Silent Voice foi apresentado pela primeira vez em janeiro Exibido durante a Anime Expo em Los Angeles, Califórnia, 7 de julho de 2017. O anime foi veiculado em todo o país em 20 de março. Outubro do mesmo ano nos cinemas dos EUA.